# Phaeogenes simillinus
Phaeogenes simillinus är en stekelart som beskrevs av Tohru Uchida 1926. Phaeogenes simillinus ingår i släktet Phaeogenes och familjen brokparasitsteklar. Inga underarter finns listade i Catalogue of Life.